# Victor Manuel Cayo
Victor Manuel Cayo (ur. 17 listopada 1984 na Dominikanie) – dominikański bokser kategorii junior półśredniej.

## Początki kariery zawodowej
Jako zawodowiec zadebiutował 8 maja 2006 roku w wadze superpiórkowej. Jego przeciwnikiem był rodak – Hector Bello. Cayo zwyciężył jednogłośnie na punkty po 4 rundach. W następnych pojedynkach walczył głównie w swoim kraju, zdobywając m.in. pasy – WBC Caribbean, czy WBA Fedecaribe w wadze junior półśredniej.

## Dalsza kariera
21 listopada 2008 roku Cayo obronił po raz pierwszy pas WBA Fedecaribe, nokautując w 6. rundzie Orlando Escobara. Tytuł obronił jeszcze kilka razy, pokonując przez TKO w 1. rundzie, byłego 2-krotnego pretendenta do tytułów WBC i WBO, Arturo Moruo.
31 lipca 2009 roku, podczas gali w USA zmierzył się z byłym mistrzem świata IBF w wadze lekkiej Julio Díazem. Cayo zwyciężył jednogłośną decyzją, pokonując byłego mistrza na punkty po 10 rundach (97-93, 96-94, 98-92).
21 grudnia 2009 roku doszło do pojedynku z niepokonanym rodakiem Julio Reyesem. Cayo zwyciężył przez TKO w 3. rundzie, mając rywala na deskach 2-krotnie w rundzie 1. i raz w rundzie 2.
27 marca 2010 roku zmierzył się z Marcosem Maidaną o tymczasowe mistrzostwo świata WBA, walka odbyła się w Las Vegas. Walka nie rozpoczęła się dobrze dla Cayo, ponieważ był liczony już w 2. rundzie, po krótkim lewym prostym Argentyńczyka. W kolejnych starciach Cayo dobrze sobie radził, stopniowo odrabiając straty. Koniec nastąpił w 6. rundzie, gdy Maidana znokautował go ciosem na korpus.
29 lipca 2011 roku doszło do jego walki z Lamontem Petersonem. Walka zakontraktowana na 12 rund, miała na celu wyłonienie pretendenta do mistrzostwa świata IBF. Cayo dobrze sobie radził, chociaż to Peterson zdominował drugą część walki i prowadził na punkty. Walka niespodziewanie zakończyła się w ostatniej 12. rundzie, kiedy to Peterson posłał go na deski kończąc pojedynek.
24 marca 2012 roku zmierzył się z byłym zunifikowanym mistrzem świata wagi lekkiej Natem Campbellem. Cayo, był zdecydowanym faworytem walki, ale niespodziewanie przegrał przez TKO w 9. rundzie, będąc 2-krotnie na deskach w 5. rundzie.
11 sierpnia 2012 roku pokonał niepokonanego rodaka Julio De Jesusa, posyłając go na deski w rundzie 1. i 3. Ostatecznie walka zakończyła się zwycięstwem Cayo przez TKO w 3. rundzie.
17 grudnia 2012 roku pokonał jednogłośnie na punkty rodaka Vladimira Baeza (98-91, 98-91, 98-91). Stawką walki było mistrzostwo Dominikany oraz pas IBF Latino, w wadze junior półśredniej.
8 marca 2013 podczas gali ESPN „Friday Night Fights” zmierzył się w 10-rundowym pojedynku z Emmanuelem Taylorem. Cayo niespodziewanie przegrał przez techniczny nokaut w 8. rundzie, kiedy sędzia przerwał walkę po nokdaunie Dominikańczyka. W 5 rundzie na deskach był również Taylor.
8 listopada 2014 w Monterrey w Meksyku, przegrał przez nokaut w pierwszej rundzie z Amerykaninem Jose Zepedą.

## Lista walk zawodowych
| Wynik     | Rekord    | Przeciwnik               | Rozstrzygnięcie | Runda | Data       | Miejsce                              | Uwagi                      |
| --------- | --------- | ------------------------ | --------------- | ----- | ---------- | ------------------------------------ | -------------------------- |
| Przegrana | 31-4 1 NC | Emmanuel Taylor          | TKO             | 8/10  | 2013-03-08 | Stany Zjednoczone                    |                            |
| Wygrana   | 31-3 1 NC | Vladimir Baez            | UD              | 10/10 | 2012-12-17 | Dominikana                           | Zdobył pas IBF Latino      |
| Wygrana   | 30-3 1 NC | Pedro Rincon Miranda     | TKO             | 1/10  | 2012-09-28 | Dominikana                           |                            |
| Wygrana   | 29-3 1 NC | Julio de Jesus           | TKO             | 3/10  | 2012-08-11 | Dominikana                           |                            |
| Wygrana   | 28-3 1 NC | Jose Rodriguez           | TKO             | 1/10  | 2012-06-23 | Dominikana                           |                            |
| Przegrana | 27-3 1 NC | Nate Campbell            | TKO             | 9/10  | 2012-03-24 | Dominikana                           |                            |
| Wygrana   | 27-2 1 NC | Nelson Sanchez           | KO              | 1/6   | 2011-11-06 | Dominikana                           |                            |
| Przegrana | 26-2 1 NC | Lamont Peterson          | KO              | 12/12 | 2011-07-29 | Stany Zjednoczone                    | IBF eliminator             |
| Wygrana   | 26-1 1 NC | Javier Gomez             | KO              | 1/6   | 2010-10-29 | Meksyk                               |                            |
| Wygrana   | 25-1 1 NC | Jose Alexis Castillo     | TKO             | 2/10  | 2010-08-19 | Dominikana                           |                            |
| Przegrana | 24-1 1 NC | Marcos René Maidana      | KO              | 6/12  | 2010-03-27 | Stany Zjednoczone                    | Walka o pas WBA Interim    |
| Wygrana   | 24-0 1 NC | Julio Reyes              | TKO             | 3/12  | 2009-12-21 | Dominikana                           | Obronił pas WBA Fedecaribe |
| Wygrana   | 23-0 1 NC | Julio Diaz               | UD              | 10/10 | 2009-07-31 | Stany Zjednoczone                    |                            |
| Wygrana   | 22-0 1 NC | Arturo Morua             | TKO             | 1/9   | 2009-05-30 | Wyspy Dziewicze Stanów Zjednoczonych | Obronił pas WBA Fedecaribe |
| Wygrana   | 21-0 1 NC | Wilson Alcorro           | UD              | 9/9   | 2009-03-30 | Dominikana                           | Obronił pas WBA Fedecaribe |
| Wygrana   | 20-0 1 NC | Noe Bolanos              | UD              | 9/9   | 2009-01-30 | Dominikana                           | Obronił pas WBA Fedecaribe |
| Wygrana   | 19-0 1 NC | Augusto Gamez            | TKO             | 1/?   | 2008-12-20 | Dominikana                           |                            |
| Wygrana   | 18-0 1 NC | Orlando Escobar          | KO              | 6/9   | 2008-11-21 | Kanada                               | Obronił pas WBA Fedecaribe |
| Wygrana   | 17-0 1 NC | Mercedes Nova            | KO              | 2/9   | 2008-10-03 | Dominikana                           | Zdobył pas WBA Fedecaribe  |
| Wygrana   | 16-0 1 NC | Harrison Cuello          | UD              | 6/6   | 2008-06-21 | Stany Zjednoczone                    |                            |
| Wygrana   | 15-0 1 NC | Hector Bello             | TKO             | 3/6   | 2008-03-15 | Dominikana                           |                            |
| Wygrana   | 14-0 1 NC | Alberto Hernandez        | KO              | 2/10  | 2007-12-17 | Dominikana                           |                            |
| Wygrana   | 13-0 1 NC | Arturo Gomez             | UD              | 12/12 | 2007-11-12 | Dominikana                           |                            |
| Wygrana   | 12-0 1 NC | Yovani Asencio Fernandez | TKO             | 3/6   | 2007-07-29 | Dominikana                           |                            |
| Wygrana   | 11-0 1 NC | Axel Rodrigo Solis       | RTD             | 8/12  | 2007-06-01 | Dominikana                           | Zdobył pas WBC Caribbean   |
| Wygrana   | 10-0 1 NC | Ambioris Figuero         | KO              | 3/6   | 2007-04-16 | Dominikana                           |                            |
| Wygrana   | 9-0 1 NC  | Luis Sosa                | TKO             | 3/6   | 2007-03-17 | Dominikana                           |                            |
| Wygrana   | 8-0 1 NC  | Luis Antonio Guzman      | TKO             | 3/6   | 2007-02-18 | Dominikana                           |                            |
| Wygrana   | 7-0 1 NC  | Francisco Rios Gil       | KO              | 3/6   | 2006-12-18 | Dominikana                           |                            |
| Wygrana   | 6-0 1 NC  | George Núñez             | KO              | 2/6   | 2006-11-27 | Dominikana                           |                            |
| Wygrana   | 5-0 1 NC  | Ramon Jimenez            | PTS             | 4/4   | 2006-10-27 | Dominikana                           |                            |
| Wygrana   | 4-0 1 NC  | Leonardo Espinal         | PTS             | 6/6   | 2006-09-24 | Dominikana                           |                            |
| NC        | 3-0 1 NC  | Leonardo Espinal         | Walka nieodbyta | 2/6   | 2006-08-27 | Dominikana                           |                            |
| Wygrana   | 3-0       | Cristian Martinez        | KO              | 1/6   | 2006-07-22 | Dominikana                           |                            |
| Wygrana   | 2-0       | Francisco Melendez       | TKO             | 2/?   | 2006-05-27 | Dominikana                           |                            |
| Wygrana   | 1-0       | Hector Bello             | UD              | 4/4   | 2006-05-08 | Dominikana                           |                            |